# Kanton 10
Livanjski kanton är den tionde kantonen i federationen Bosnien och Hercegovina och belägen i den västra delen av Bosnien och Hercegovina. Huvudorten är Livno, som även är den största staden.

## Namn
De lokala styret och den kroatiska befolkningen kallar kantonen officiellt för Hercegbosanska županjia (Hercegbosniska länet). Detta härleder från det historiska namnet för regionen och ses som en fortsättning av den kroatiska republiken Herceg-Bosna som var bosnienkroaternas utbrytarrepublik under bosnienkriget. Kroaterna använder inte heller ordet kanton utan använder istället det kroatiska namnet för län: županija. Detta har mötts av motstånd från de serber och bosniaker som bor i kantonen. Högsta domstolen i Sarajevo slog därmed fast att namnet Herceg-Bosna inte är konstitutionellt. Kantonen kallas bland annat i officiella sammanhang av regeringen i Sarajevo för Zapadnobosanski kanton (Västra Bosniens kanton) eller Livanjski kanton (Livnos kanton) men vanligaste förekommande formen, även för utländska ärenden, är Kanton 10 som anses mest neutralt.

## Administrativ indelning
Kanton 10 är indelad i följande 6 kommuner:
- Livno
- Tomislavgrad
- Kupres
- Glamoč
- Bosansko Grahovo
- Drvar

## Demografi
Vid den folkräkning som genomfördes 1991 bodde 115 726 i området. År 2003 bodde 83 701 invånare bor i kantonen. Kroater är i övervägande majoritet i kantonen med 79% medan serber kommer på andra plats med 12%. Tre kommuner har kroatisk majoritet (Kupres, Tomislavgrad och Livno) medan serber är i majoritet i de andra tre (Drvar, Bosansko Grahovo och Glamoč).
Av de 83 701 invånare som bor i kantonen är följande:
- kroater: 66 138 (79%)
- serber: 10 377 (12%)
- bosniaker: 6 860 (8%)

## Kantonsflagga och vapensköld
Kantonen använder samma vapensköld och flagga som användes i kroatiska republiken Herceg-Bosna. Samma symboler används av bosnienkroater i andra kroatbebodda delar av Bosnien-Hercegovina. Vapnet bär den traditionella symbolen för kroater, ett röd/vitt schackbräde. Flaggan är densamma som Kroatiens men bär Herceg-Bosnas vapensköld.
1. ↑  ”Arkiverade kopian”. Arkiverad från originalet den 19 april 2008. https://web.archive.org/web/20080419115156/http://www.ustavnisudfbih.ba/bos/odluke/odluke/u11_97.htm. Läst 8 juni 2009.